# دابوویک
دابوویک (به بلغاری: Dabovik) یک منطقهٔ مسکونی در بلغارستان است که در شهرستان جنرال توشوو واقع شده‌است.